# 鄒家成
鄒家成（英語：Owen Chow Ka Shing，1997年2月10日—），香港本土派政治人物，現時正在修讀香港都會大學護理系。2020年上旬表示有意參選該年的立法會選舉，並發起「墨落無悔－堅定抗爭－抗爭派立場聲明書」，成功號召大量初選候選人承諾以包括否決財政預算案在內的各種手段，逼使香港政府回應五大訴求，及後遞交報名表參加民主派立法會新界東初選，宣揚本土派理念，參選口號是「拒絕殖民，民族抗暴」。他受訪時表示，雖然民主派以「35+」為目標，但港共手法層出不窮，強調無論議席最終能否過半數，都「要話俾全世界聽，我哋係香港民族」。立法會選舉被取消後，鄒家成在「立法會去留問題」上力主「全面杯葛臨立會2.0」，鄒更稱「主留」的泛民主派議員為「接受中共委任」，期間多次與泛民主派人士交鋒。當時民調顯示，民主派議員留任未獲香港民眾過半數支持。儘管沒有立法會議員身份，鄒家成聯同朱凱廸、黃之鋒等人為12港人案到處奔波，為被捕者和其家屬爭取應有的權利，並試圖令事件被香港本地及國際社會關注。2021年1月6日香港民主派初選大搜捕中，鄒家成遭到香港警務處國家安全處拘捕，被沒收多部電子器材、扣帳卡和信用卡，警方取得其花旗銀行、恒生銀行及滙豐PayMe的財務紀錄。2021年2月28日，他與另外46人被警方以「串謀顛覆國家政權」的罪名正式起訴，被國安法指定法官拒絕保釋，還押至6月22日，其後獲高等法院批准保釋。直至2022年1月12日因保釋期間發佈的Facebook帖文被認為危害國家安全及違反法庭保釋條件再次被捕並被撤銷保釋再度還押。

## 經歷

### 2019年區議會選舉
2019年區議會選舉，鄒家成參選沙田區議會大圍選區，鄒最終獲748票，敗給吳定霖。競選期間，區內屋苑美城苑業主立案法團曾與鄒有所衝突，儘管管委會決議拒絕任何參選人在屋苑範圍內作任何宣傳，主席鄧耀榮與秘書、司庫和部份委員等人以「個人名義」在屋苑內派發傳單支持吳定霖，傳單暗批鄒為「空降的青年勇武派，我們是同情及專重的，但入議會議政，相信不是他們的專長」（後來在法團網頁直接承認是指鄒家成）。鄧又在法團網頁上指「我們認為美城苑業戶因為知道我們的取向，因此『吳定霖』的勝算好高，因此我有規勸『鄒家成先生』為整個大局著想不要自已人打自已人了，因為如果我們支持『吳定霖』，『鄒家成先生』是沒有勝算機會的」，涉嫌以法團身份干預選舉，因而被大批鄒的支持者在網絡上攻擊。

### 2020年立法會選舉民主派初選

#### 「會」和「會積極」爭議
2020年5月5日，民主派召開新界東協調會議初步達成共識，將透過具約束力初選選出代表民主派出戰正式選舉的代表，並認同要積極運用基本法賦予立法會的權力否決財政預算案，以迫使政府回應五大訴求，惟在字眼上有爭議。翌日，鄒家成在臉書上指控民主黨和獨立民主派李永成在新東協調會議上反對使用「會否決預算案」的字眼，支持「會積極運用否決權」字眼，以保留彈性。鄒反對使用「會積極」的字眼，指「會」字更為絕對，認為抗爭陣營要以「必定否決財政預算案」為共同綱領，其建議獲其他與會者和議改動。代表民主黨林卓廷參與協調會議的北區區議員陳旭明發文反駁，指自己支持「積極運用」的字眼，是為民主派取得最多議席為考慮，期望字眼上提高彈性可擴闊整個黃營光譜，吸引淺黃陣營的選民。最終林卓廷回應表示「會運用」和「會積極運用」在字眼並無大差異，又指與會者最終投票通過採用「會運用」，民主黨同意並會跟隨。

#### 墨落無悔聲明
2020年6月9日，戴耀廷召開記者會交待初選細節時表示不會要求參選人簽署共同綱領，鄒家成指用各種手段包括否決財政預算案是在初選協調會上已取得的共識，乃一眾參選人之合作基礎，是「抗爭陣營光譜的最大公因數」，墨落理應無悔，否則失信於選民，故連同張可森、梁晃維發起名為「墨落無悔 堅定抗爭」的抗爭派立場聲明書：
1. 我認同「五大訴求，缺一不可」。我會運用基本法賦予立法會的權力，包括否決財政預算案，迫使特首回應五大訴求，撤銷所有抗爭者控罪，令相關人士為警暴問責，並重啟政改達致雙普選。
2. 我認同若支持度跌出各區預計可得議席範圍，須表明停止選舉工程。

最終成功號召多名泛民主派有意參選人加入聯署，包括香港眾志、公民黨、人民力量、新民主同盟、民協、朱凱廸、岑敖暉、黃子悅、何桂藍、張崑陽、王百羽、吳敏兒、馮達浚、李嘉達等。

### 2020立法會選舉
2020年香港立法會選舉，鄒家成有意出選新界東，並參加2020年7月11日至12日投票的民主派初選。

### 告別護理界
2020年9月29日，鄒家成在他的面書宣佈，已向做了一年多的內科病房辭職，正式告別護理界，全身投入政治工作。

### 罪成入獄
2024年3月16日，西九龍裁判法院判處參演7·1立法會暴動案的鄒家成入獄5年1個月

## 政治理念

### 民族
鄒家成認為中華民族是近代才出現的概念，但卻被包裝為「自古以來」，然後強加於港人身上，目的只為增添獨裁政權的「正當性」。他認為香港民族是一種政治建構物，屬於防禦性質，以對抗中華民族主義。他引用本尼迪克特·安德森的理論，指香港人透過本地媒體建立出集體生活經驗和相近的價值觀（如民主及自由），在反送中運動中，香港人「為手足流淚」是代表著共同的經歷和傷痛，塑造出龐大的情感，形成香港民族。香港民族作為一個政治建構物，它只能以公民民族主義的形式存在。在鄒的論述中，他同意具南亞裔、新移民背景的抗爭者為所謂的香港民族的一份子。

### 殖民
鄒家成認為香港從來沒有脫離過殖民狀態，他形容97主權移交只是將宗主國由英國變成中國，一國兩制實為殖民工具，只是用了23年，香港便進入了「一國一制」。他認為香港人在一場關乎自身命運的前途談判中被中國拒諸門外，好比如一場650萬人的人口販賣，香港人從英屬殖民地被販賣到中屬殖民地。而中國亦在包括在政治、經濟、社會、文化、外交、國防等各種層面殖民香港，因此他主張香港民族需要奮起抗爭，直至達到全面解除中國對香港的殖民。

### 對35+的看法
鄒家成指他參加初選並非為了「35+」，他認為在功能組別和中共可以隨意DQ之下，「35+」的可能性十分低，所以香港人需要的是無論有沒有「35+」也會繼續為自由奮鬥的代議士，但他強調樂見「35+」。他又認為初選將會是最後一次「無篩選嘅自由選舉」，初選選出的將會是香港人真正的代議士。他希望透過參加初選獲得民意授權，推動港人日後建立屬於自己的議會，建構屬於自己的體制。

## 批評
2020年6月13日，文匯報報導岑敖暉、葉子祈、陳緯烈陪同「素人」鄒家成多次擺街站講解「民族概念」，指有政界人士認為那些區議員已明顯不擁護基本法，違背區議員守則，更不符合立法會參選資格，應盡快DQ，「絕對唔能夠畀獨人入到立法會」。
另外，針對鄒家成聲言要「抗擊『中國殖民暴政』，捍衛『香港民族尊嚴』」，港區全國人大代表陳勇在接受文匯報訪問時形容是典型的叛國及挑戰國家底線的行為，嚴重違反基本法，希望相關部門立即跟進，依法制裁。
2020年6月29日，文匯報指他為「煽暴『素人』鄒家成」。